# Александер Озанг
Александер Озанг (на немски: Alexander Osang) е немски журналист и писател.

## Биография и творчество
Роден е на 30 април 1962 г. в Берлин.

## Произведения
- Прекрасният нов свят – Един немец в Ню Йорк, София (2005)